# 劉諧
劉諧（1540年—？），字鳳和，號弘原，湖廣黃州府麻城縣人，民籍，明朝政治人物。

## 生平
隆慶元年（1567年）丁卯科順天府鄉試第十六名舉人。隆慶五年（1571年）中式辛未科會試第三十八名，三甲第三百零五名進士。改翰林院庶吉士，萬曆三年（1575年）十一月授兵科給事中，五年八月升本科右，九月升福建佥事，六年降为崑山县丞，七年升餘干知县，致仕。

## 家族
曾祖劉名山；祖父劉濬，贈奉政大夫刑部郎中；父劉廷舉，廣西按察司副使。母李氏（封宜人）。具庆下。兄劉謙（监生）；弟劉誨、劉諴。